# Coccinia grandiflora
Coccinia grandiflora là một loài thực vật có hoa trong họ Cucurbitaceae. Loài này được Cogn. ex Engl. mô tả khoa học đầu tiên năm 1894.